# Prenatalni razvoj čovjeka
Prenatalni razvoj čovjeka je razvoj čovjeka od začeća do rođenja. Tijekom 9 mjeseci, ako se ne dogodi prijevremeni porod, od stanice jedva vidljive mikroskopom postupno se događa razvoj sve do novorođenčeta težine oko 3 kg i dužine oko 50 cm. Sve do modernog doba, ljudski razvoj u prvih 9 mjeseci bio je nepoznanica. Tek napretkom znanosti i tehnologije došlo se do saznanja o razvoju, izgledu i ponašanju ljudskih bića u prvim mjesecima života. 

## Začeće
Do začeća dolazi spajanjem spermija i jajne stanice. Nastaje oplođeno jajašce koje ima 46 kromosoma, 23 od oca i 23 od majke. Ta stanica sadrži složen genetski nacrt svake pojedinosti poput spola, visine, boje kože i svih ostalih osobina. Na DNK zapisane su sve potrebne genetske informacije. Njih ima jako puno, toliko koliko bi stalo u pet setova Enciklopedije Britannice. Jako mnogo podataka zapisano je u jako minijaturnom obliku. Kada bi se na jedno mjesto skupili svi genetski podatci s DNK 5 milijarda ljudi na Zemlji, oni bi bili veličine dvije tablete.

## Razvoj ljudskog embrija

### Prvi mjesec
Prva stanica se već prvog dana dijeli na više stanica. Od 3. do 4. dana embrij putuje jajovodima do maternice, gdje se usađuje u unutrašnjoj stijenki oko 7. do 10. dana nakon začeća i počinje se hraniti. Od 10. do 14. dana embrij svojim hranjenjem i izlučivanjem hormona sprječava mjesečnicu. Živčani sustav, mozak i leđna moždina oblikuju se 20. dan. Dan kasnije srce počinje kucati. Nakon četiri tjedana mogu se raspoznati noge, ruke, oči i uši. Mišići i kralježnica su oblikovani. Nakon navršenih mjesec dana srce pumpa sve veće količine krvi. Dolazi do odvajanja majčine krvi od krvi embrija u posteljici, istovremeno se propuštaju kisik i hrana. U usporedbi s prvom stanicom, embrij je 10 000 puta veći i dalje raste.

### Drugi mjesec
Počinje proizvodnja pigmenta očiju 35 dan. Na ruci se mogu vidjeti svi prsti. Oko 40. dana pojavljuju se moždani valovi. U šestom tjednu obično majka saznaje za trudnoću. Mozak nadzire rad organa i mišića, a jetra proizvodi krvne stanice. Embrij je veličine 10-12 mm. Pupčanom vrpcom dolazi krv s kiskom i hranjivim tvarima do embrija, a odlazi upotrijebljena krv. Srce kuca 140-150 puta u minuti U 7. tjednu zatvaraju se očni kapci, da zaštite nježne oči. Otvorit će se tek u 7. mjesecu. Oblikuju se preteče zubi. U 8. tjednu embrij je postao plod (lat. fetus). Bubrezi i želudac obavljaju funkcije. Usklađuje se rad živčanog i mišićnog sustava. Dužina ploda je oko 3 cm. Bestežinski lebdi u plodnoj vodi. Zaštićen je u njoj od udara i pritisaka. 

## Razvoj ljudskog ploda

### Treći mjesec
U 9. tjednu trudnoće pojavljuju se jedinstveni otisci prstiju, koji ostaju nepromijenjeni do smrti. Plod je u stanju vježbati mišiće pomičući glavu. Može sisati prst, otvarati i zatvarati usta. Razvija se dišni sustav. Naizmjenično spava i budi se. U sljedećem tjednu, plod može mrštiti se, gutati i micati očnim kapcima. U 11. tjednu dolazi do mokrenja.

### Četvrti mjesec
Trudnoća se pozna na majci. Plod može čuti majčin glas, zvukove i otkucaje majčinog srca. Kosti su meke i savitljive. Preko pupčane vrpce odvija se kruženje tekućine po 280 litara na dan. Dužina ploda je oko 25 cm. Međusobni omjer tjelesnih proporcija sličan je odraslim ljudima, samo je glava proporcionalno veća. Majka počinje osjećati pokrete ploda. 

### Peti mjesec
Ako se porodi u ovoj dobi ima šanse za preživljavanje, zbog napretka znanosti. Može na zvukove izvana reagirati pomicanjem.

### Šesti mjesec
Koža je zaštićena posebnom mašću. Proradile su uljne i znojne žlijezde. 

### Sedmi mjesec
Plod može koristiti sva četiri osjetila: sluh, vid, opip i okus. Može prepoznati glas majke.

### Osmi mjesec
Beba može štucati. Koža je sve deblja, radi bolje zaštite. Razvijaju se antitijela u tijelu bebe.

### Deveti mjesec
Beba je spremna za rođenje. Preživjela bi i da se porod dogodio ranije, ali sada je najspremnija. Prosječna beba rađa se između 266. i 294. dana od začeća. Organi se i dalje nastavljaju razvijati. 